# Senaib
Menkaure Senaib je bil egipčanski faraon, ki je vladal v drugem vmesnem obdobju Egipta. Egiptologa Kim Ryholt in Darell Baker  ga imata za vladarja Abidoške dinastije, vendar puščata odprto vprašanje  njegovega kronološkega  položaja znotraj dinastije. Jürgen von Beckerath v njem vidi faraona, ki je vladal proti koncu Trinajste dinastije.

## Dokazi
Edini primarni dokaz Senaibovega vladanja je zelo grobo obdelana poslikana apnenčasta stela, odkrita v Abidosu, ki je zdaj v Egipčanskem muzeju v Kairu (CG 20517).  Na steli so njegovo ime, priimek in Horovo ime in njegova podoba, na kateri s keprešem na glavi časti boga Mina.

## Dinastija
Kim Ryholt v svoji študiji drugega vmesnega obdobja Egipta obdeluje idejo, ki jo je predlagal  Detlef Franke, da je po propadu Trinajste dinastije zaradi vdora Hiksov in osvojitvi Memfisa nastalo v Srednjem Egiptu neodvisno egipčansko kraljestvo  s središčem v Abidosu. Abidoško dinastijo je tvorila skupina malih lokalnih kraljev, ki je v Srednjem Egiptu vladala malo časa. Ryholt na osnovi najdene stele domneva, da bi Senaib lahko pripadal tej dinastiji.  Njegovo domnevo podpira Darrell Baker, medtem ko von Beckerath umešča Senaiba na konec Trinajste dinastije.